# مکس هوف
مکس هوف (آلمانی: Max Hoff؛ زادهٔ ۱۲ سپتامبر ۱۹۸۲) قایقران کایاک اهل آلمان است.
وی همچنین برندهٔ جوایزی همچون برگ بوی نقره‌ای شده‌است.
وی در مسابقات کشوری و بین‌المللی در مجموع برندهٔ ۲۰ مدال طلا، ۹ مدال نقره، ۴ مدال برنز شده‌است.